# Serra Gallinera
La Serra Gallinera és una alineació muntanyosa entre la  Serra de la Safor, a l'oest, i la de Mustalla, a l'est, al límit de l'Horta de Gandia (Safor) i les Valls de Pego (Marina Alta), entre els municipis de Vilallonga, la Font d'en Carròs i Oliva, l'Atzúvia i la Vall de Gallinera. Constitueix la prolongació per l'est de la  Serra de la Safor. Limita al nord per l'Horta de Gandia i al sud i a l'est amb la vall de Forna i a l'oest amb la  Serra de la Safor.
La serra Gallinera, és un massís d'estructura tabular i plegament de directriu bètica. Les seues altures més importants són l'Almiserà (756,8 metres), el Penyal Gros (854,2 metres) i el Llombo (861,6 metres). Els seus vessants són molt escarpats pel nord. Les vessants es troben conreades en terrasses o feixes, predominant l'olivera. La terra no conreada es troba coberta de bosc baix; l'arbrat, pins principalment, és escàs.